# Muddusluoppal
Muddusluoppal är en sjö i Gällivare kommun i Lappland och ingår i Luleälvens huvudavrinningsområde. Sjön har en area på 0,54 kvadratkilometer och ligger 383,9 meter över havet. Muddusluoppal ligger i Muddus Natura 2000-område.

## Delavrinningsområde
Muddusluoppal ingår i det delavrinningsområde (742715-169695) som SMHI kallar för Mynnar i Muddusluoppal. Medelhöjden är 410 meter över havet och ytan är 38,53 kvadratkilometer. Det finns inga avrinningsområden uppströms utan avrinningsområdet är högsta punkten. Vattendraget som avvattnar avrinningsområdet har biflödesordning 3, vilket innebär att vattnet flödar genom totalt 3 vattendrag innan det når havet efter 200 kilometer. Avrinningsområdet består mestadels av skog (43 procent) och sankmarker (54 procent). Avrinningsområdet har 0,89 kvadratkilometer vattenytor vilket ger det en sjöprocent på 2,3 procent.